# Reeperbahnturm

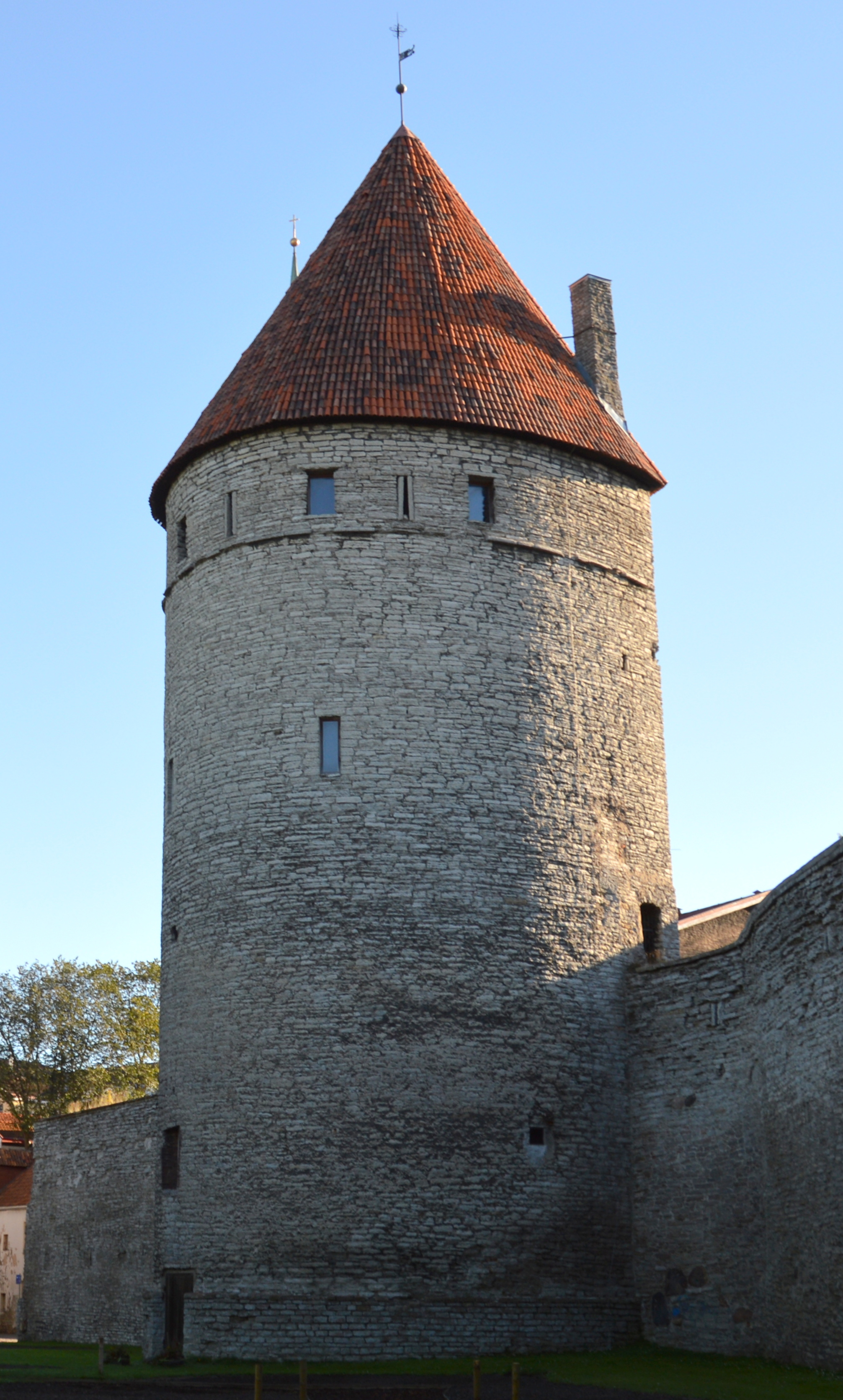
Reeperbahnturm, 2016

Der Reeperbahnturm (estnisch Köismäe torn) ist ein Wehrturm der Revaler Stadtbefestigung in der estnischen Hauptstadt Tallinn (Reval).

## Lage
Er befindet sich an der nordwestlichen Seite der Revaler Altstadt, östlich des Platzes der Türme. Auf seiner zur Altstadt zeigenden Ostseite verläuft die Laboratoriumstraße. Die benachbarten Wehrtürme sind der Loewenschede-Turm im Süden und der Plate-Turm im Nordosten.

## Architektur und Geschichte
Ein erster Turm an dieser Stelle entstand im Jahr 1360. Er war zunächst 13,3 Meter hoch. In den Jahren 1436/37 erfolgten Umbauten, die Mauern wurden verstärkt. Seine heutige Form und Höhe mit 27 Metern erhielt er im Jahr 1520, in dem zwei Schutzgeschosse aufgesetzt worden. Der Turm hat heute eine Hufeisenform und verfügt über fünf Geschosse. Im ersten Geschoss befindet sich eine Tür, die zum stadtabgewandten Vorfeld der Stadtbefestigung, dem Platz der Türme, führt. Durch einen weiteren Ausgang gelangt man auf die Stadtmauer. Im dritten Geschoss besteht ein Veranstaltungsraum mit einer Kapazität von etwa 70 Sitzplätzen, der unter anderem für Aufführungen genutzt wird und eine Spielstätte des städtischen Theaters ist. Im Turm befinden sich heute auch Toiletten. Das fünfte Geschoss bietet eine Aussichtsmöglichkeit.